# Stork-Kar Sales Company
Stork-Kar Sales Company war ein US-amerikanischer Hersteller von Automobilen.

## Unternehmensgeschichte
Das Unternehmen hatte seinen Sitz in New York City. 1919 begann in Zusammenarbeit mit der Norwalk Motor Car Company die Produktion von Automobilen. Der Markenname lautete Stork-Kar. 1921 endete die Produktion.

## Fahrzeuge
Die Fahrzeuge entsprachen weitgehend den Modellen von Norwalk. Sie hatten einen Vierzylindermotor von Lycoming mit 35 PS Leistung. Das Fahrgestell hatte 295 cm Radstand. Einzige Karosseriebauform war ein offener Tourenwagen mit fünf Sitzen.